# 501 (szám)
Az 501 (római számmal: DI) egy természetes szám, félprím, a 3 és a 167 szorzata.

## A szám a matematikában
A tízes számrendszerbeli 501-es a kettes számrendszerben 111110101, a nyolcas számrendszerben 765, a tizenhatos számrendszerben 1F5 alakban írható fel.
Az 501 páratlan szám, összetett szám, azon belül félprím, kanonikus alakban a 31 · 1671 szorzattal, normálalakban az 5,01 · 102 szorzattal írható fel. Négy osztója van a természetes számok halmazán, ezek növekvő sorrendben: 1, 3, 167 és 501.
Az 501 négyzete 251 001, köbe 125 751 501, négyzetgyöke 22,38303, köbgyöke 7,94229, reciproka 0,001996. Az 501 egység sugarú kör kerülete 3147,87584 egység, területe 788 542,89764 területegység; az 501 egység sugarú gömb térfogata 526 746 655,6 térfogategység.